# Road Town
De plaats Road Town is de hoofdplaats van de Britse Maagdeneilanden. De plaats ligt op het hoofdeiland Tortola.
De plaats heeft een diepzeehaven. Daarnaast zijn er een aantal huizen te vinden in koloniale stijl. Ook is er een botanische tuin te vinden.

## Geschiedenis
Road Town werd in 1648 door de Nederlandse West-Indische Compagnie gesticht. De naam is afgeleid van de nautische term roads, en betekent een beschutte natuurlijke plek om aan te leggen. Spanish Town was oorspronkelijk de hoofdplaats van de Britse Maagdeneilanden, maar in 1741 werd de hoofdstad verplaatst naar Road Town.
In 1853 braken grote onrusten uit waarbij op grote schaal brand werd gesticht. Road Town brandde hierdoor bijna volledig uit, net als de plantages in de omgeving.
Wickham’s Cay, een 27 hectare groot eilandje, was door inpoldering aan Road Town toegevoegd.

## J. R. O'Neal Botanic Gardens
De J.R. O'Neal Botanic Gardens bevinden zich in het centrum van Road Town. Het is een voormalige agrarisch station dat in 1979 was omgevormd tot een botanische tuin. De tuin heeft een grootte van 1,13 hectare, en geeft een overzicht van de verschillende biota van de Maagdeneilanden zoals regenwoud, kustzones en droog woud. Het heeft een grote collectie orchideeën.

## Fort Burt
Fort Burt is een fort dat in de 17e eeuw door Nederlanders is gebouwd, en over Road Town heen kijkt. In 1672 werd het eiland door het Verenigd Koninkrijk veroverd. Het fort werd in 1776 verstrekt, en vernoemd naar William Burt, de gouverneur van de Britse Maagdeneilanden. Het fort was in verval geraakt en een paar muren en een kanon waren overgebleven. De restanten zijn onderdeel van een hotel-restaurant geworden.

## Transport
In de haven van Road Town vertrekken veerboten naar de eilanden Anegada, Virgin Gorda en Saint Thomas op de Amerikaanse Maagdeneilanden.

## Galerij

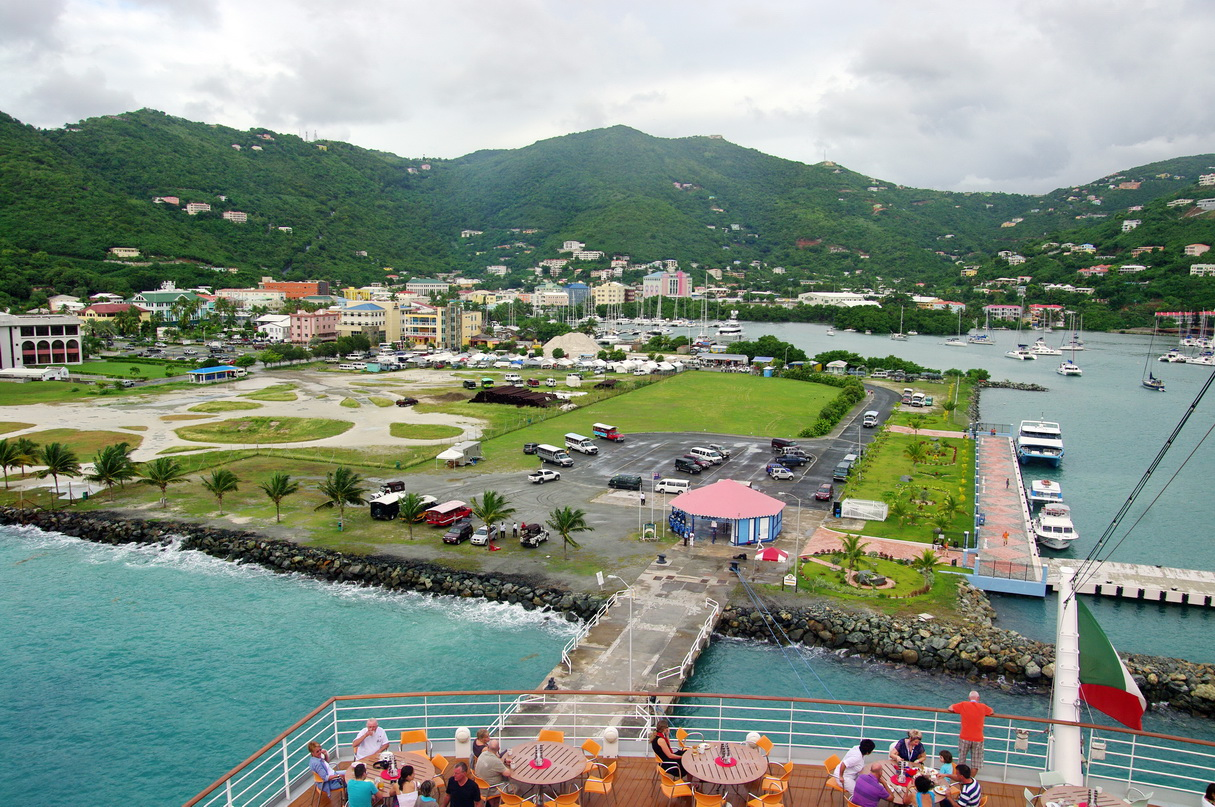
Haven van Road Town
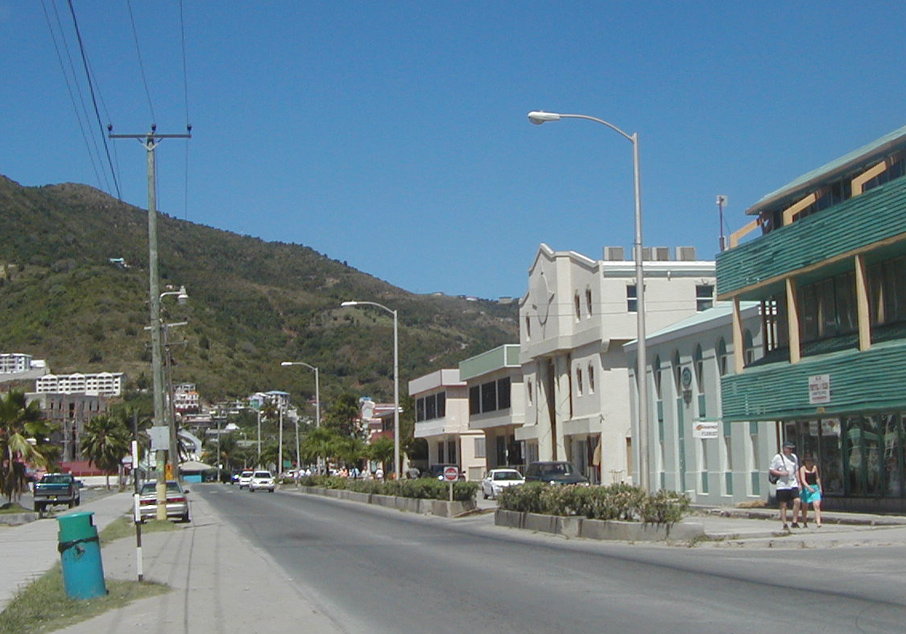
Waterfront Drive
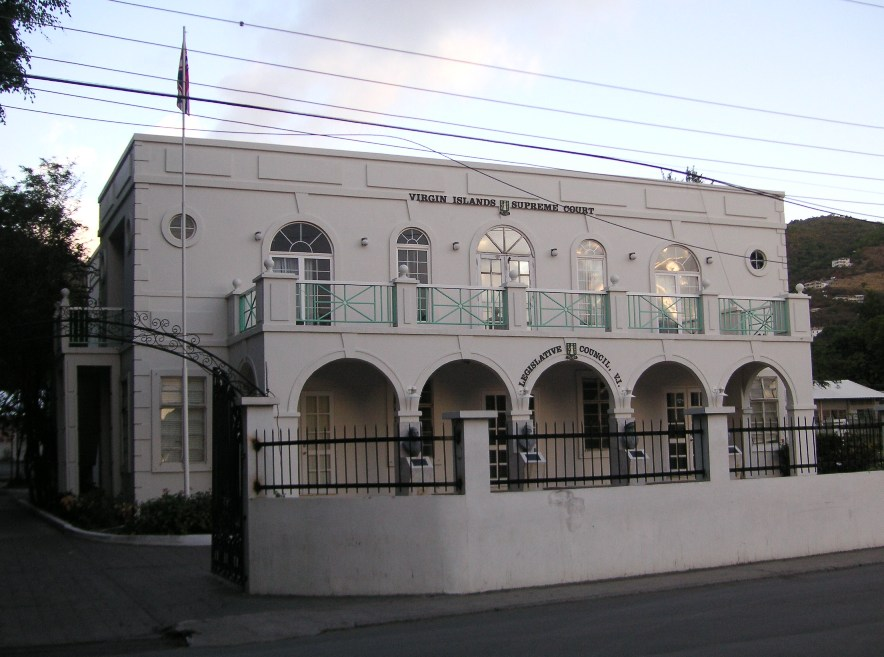
Gebouw van de nationale vergadering van de Britse Maagdeneilanden
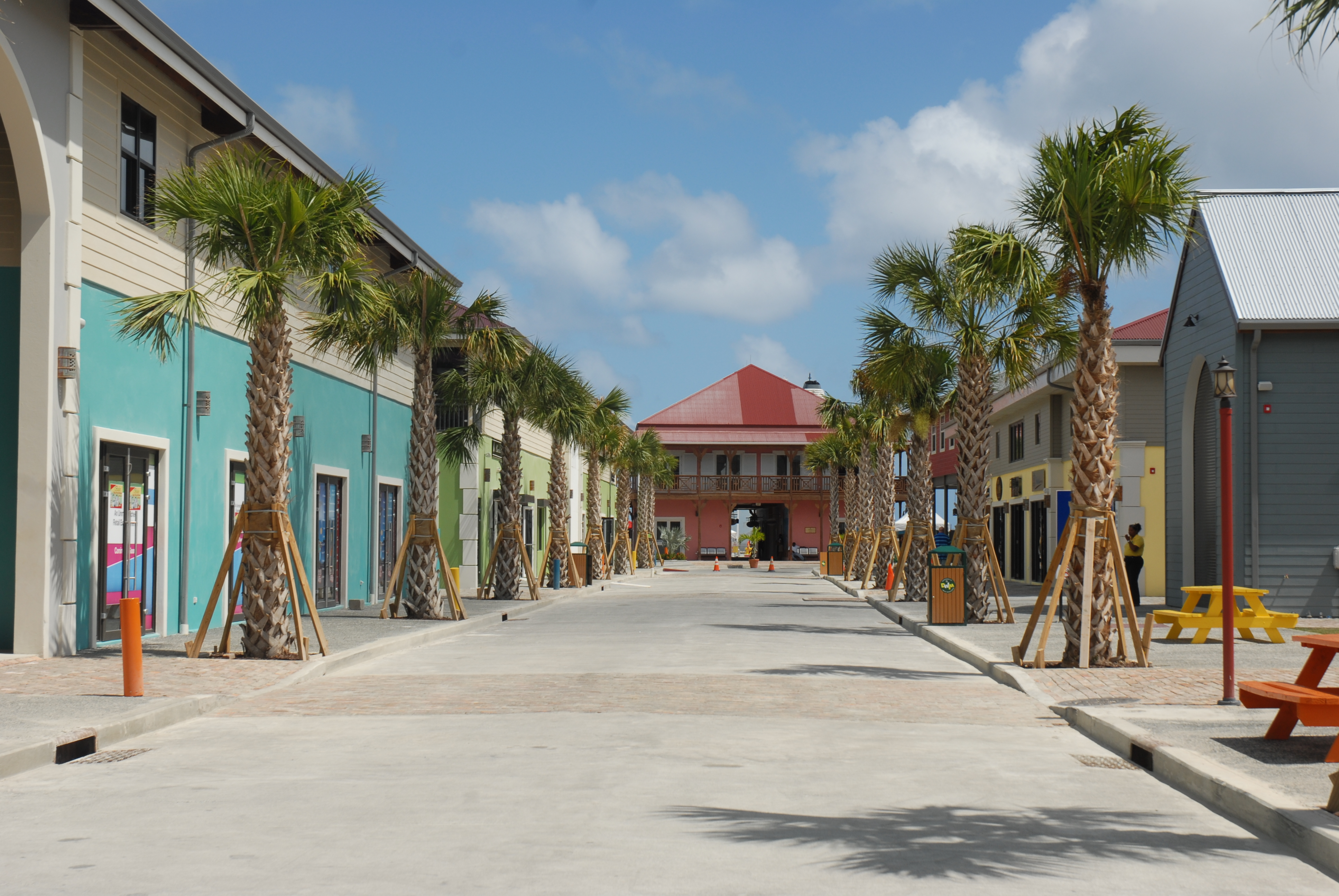
Street in Road Town

- Gemeinsame Normdatei: 7543502-0
- Library of Congress Control Number: n83227628
- National Archives and Records Administration: 10037394
- Nationale Bibliotheek van Israël: 987007553073205171
- Virtual International Authority File: 159489391